# Laterallus jamaicensis
Laterallus jamaicensis là một loài chim trong họ Rallidae.
Loài này được tìm thấy ở các khu vực rải rác của Bắc Mỹ và khu vực Thái Bình Dương của Nam Mỹ, thường là ở đầm lầy muối ven biển mà còn ở một số đầm lầy nước ngọt. Nó bị tuyệt chủng hoặc bị đe dọa ở nhiều nơi do mất môi trường sống. Các quần thể lớn nhất ở Bắc Mỹ là ở Florida và California.
Loài này hiếm khi được nhìn thấy và thích chạy trong lớp phủ của thảm thực vật đầm lầy dày đặc để bay.